# Битва в Рефидиме

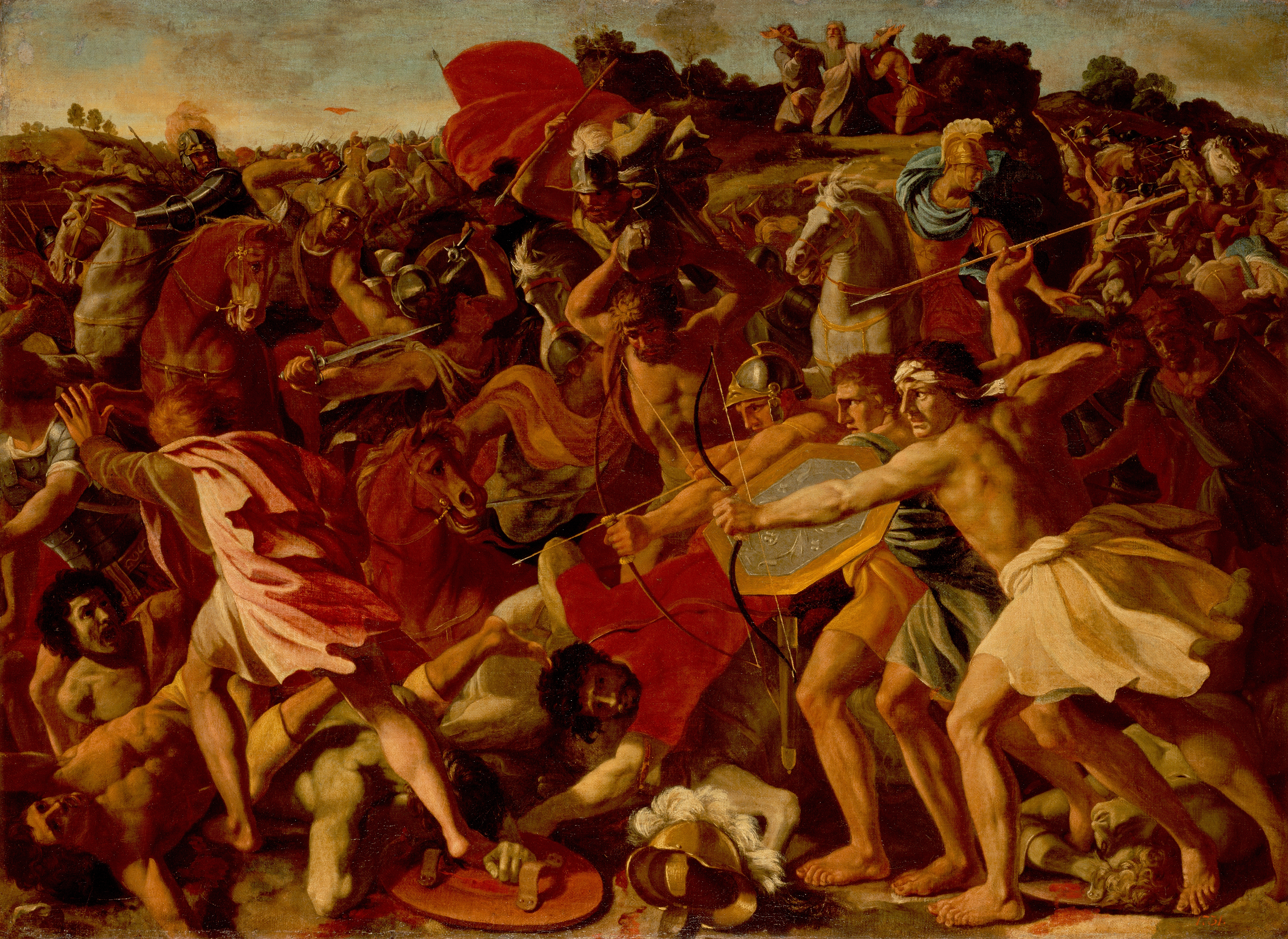
Н. Пуссен. «Битва израильтян с амаликитянами» около 1624—1625 года, Эрмитаж

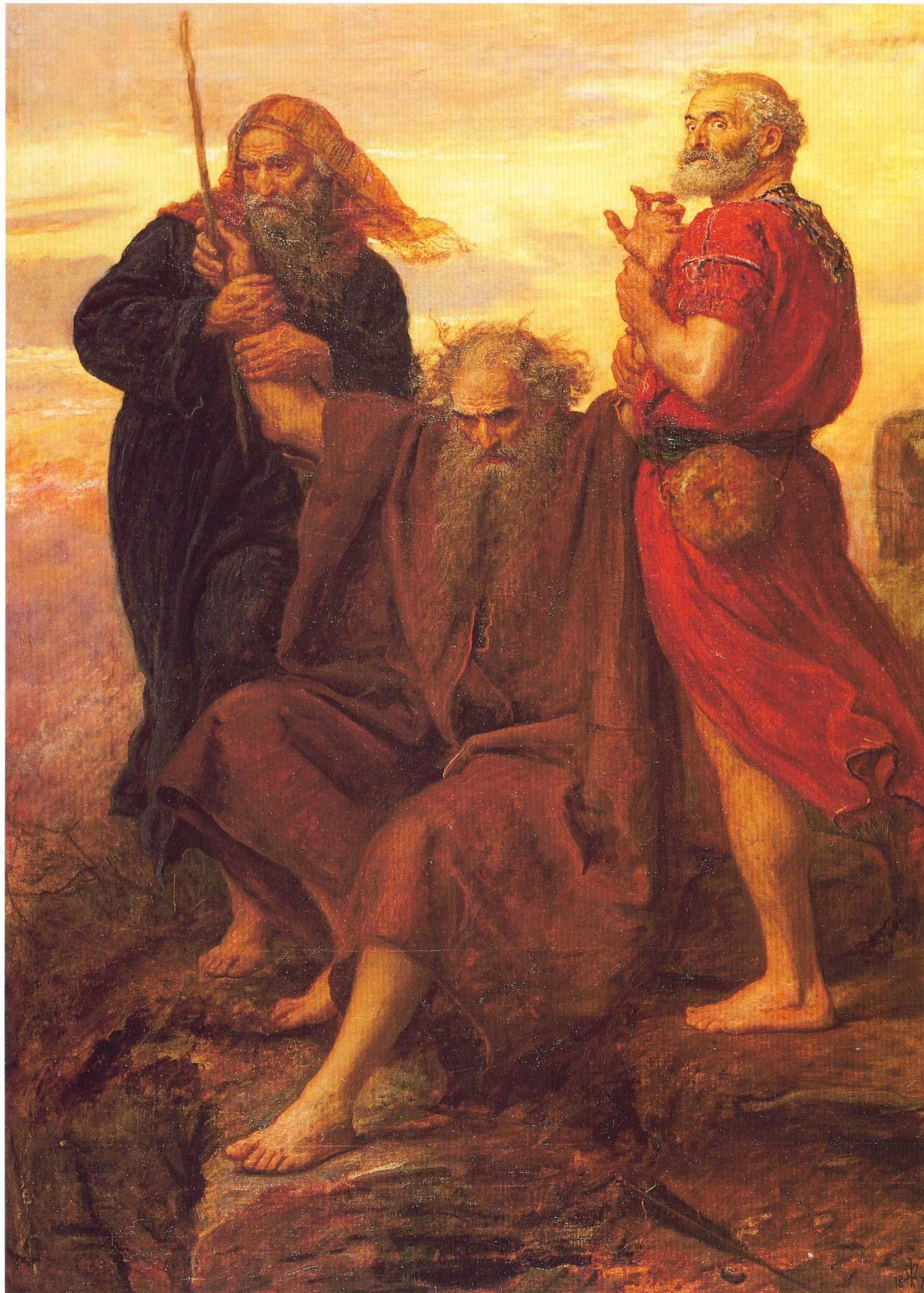
Дж. Милле. Победа, о Господи!

Битва в Рефидиме ― сражение, произошедшее, согласно библейской истории, между евреями и амаликитянами во время исхода евреев из Египта в Землю Обетованную. Описана в Книге Исход.

## Ход сражения
После бегства евреев из Египта они разбили лагерь в Рефидиме (Исх. 17:8—13).
Битва началась с неспровоцированного нападения амаликитян на евреев (Исх. 17:8). После этого Яхве объявил об истреблении амаликитян и призвал Израиль победить их, заявив, что Израиль будет жить в мире со своими врагами (Исх. 17:14, Втор. 25:19).
Моисей призвал верных сражаться и поставил свой народ под руководство Иисуса Навина. Слова «который будет поддерживать жезл Божий» могут быть выражением его убеждений о неминуемой победе в грядущей битве, поскольку они сражались под знаменем Бога.
Моисей наблюдал сверху. Когда он поднял руки, евреи стали одолевать своих врагов. Каждый раз, когда он опускал руки, евреи начинали отступать. Когда Моисей устал, его приближённые, Ор и Аарон, подняли его руки и держали их (Исх. 17:12). Битва длилась до вечера, закончившись победой евреев.

## Значение сражения
После победы евреи установили жертвенник Яхве-Нисси (ивр. יְהוָה נִסִּי‎), что означает «Господь ― мое знамя». Название относится к посохам, которые держал Моисей.
Это был первое из ряда столкновений между амаликитянами и евреями, произошедшее за несколько столетий.
Это битва стала первым сражением евреев и первой их победой. Это также первое известное сражение, в котором командовал Иисус Навин.